# 登米インターチェンジ
登米インターチェンジ（とめインターチェンジ）は、宮城県登米市中田町浅水にある三陸沿岸道路のインターチェンジである。2009年（平成21年）3月22日に、桃生津山IC - 登米IC間の開通にあわせて設置された。
当インターを境に、仙台方面・いわきJCT方面・東京方面は4車線（一部区間を除き暫定2車線）、気仙沼方面・宮古方面・八戸方面は2車線（完成2車線）となる。
宮城県の計画ではみやぎ県北高速幹線道路との接続ICでもあるが、当ICより500 m区間は一般道として供用済みであり直接接続する予定はない。

## 道路

### 本線
- E45 三陸沿岸道路（15番）
  - 桃生登米道路
  - 登米志津川道路

### 接続道路
- 宮城県道4号中田栗駒線
- 市道登米インター線
- みやぎ県北高速幹線道路

## 料金所
無料区間のため設置されていない。

## 周辺
- 旧登米高等尋常小学校校舎 「みやぎの明治村」
- 道の駅林林館

## 隣
E45 三陸沿岸道路
(14) 桃生津山IC - (15) 登米IC - (16) 登米東和IC